# Pandemia de gripe A de 2009 por continente
Um surto de gripe A (nome oficial conferido pela OMS desde 29 de Abril de 2009, também chamada Influenza A (H1N1) vírus, cujos primeiros casos ocorreram no México em meados do mês de março de 2009) veio a espalhar-se pelo mundo, tendo começado pela América do Norte, atingindo pouco tempo depois a Europa e a Oceania. Atingiu logo depois a América Latina, e o continente menos afetado com a gripe no momento é a África.

## América
A pandemia de gripe A (H1N1), que se iniciou em 2009, entrou na América no dia 17 de março do mesmo ano quando o México foi o primeiro país afetado.
Esta pandemia afetou, até o dia 19 de janeiro de 2010, a todos os 35 países independentes, e a 16 das 17 dependências ou territórios. Nicarágua foi o último país da América Latina em se infectar.
Dos 35 países afetados pela pandemia, 26 deles registraram mortes. E das 16 dependências infectadas, 8 delas registraram mortes (Porto Rico, Ilhas Cayman, Ilhas Virgens Americanas, Guiana Francesa, Bermudas, Martinica, Guadalupe e as Ilhas Malvinas).

## Europa

Europa
Mortes
Casos confirmados
Casos suspeitos
Sem suspeitas

A pandemia de gripe A (H1N1), que se iniciou em 2009, entrou na Europa no dia 26 de abril do mesmo ano quando a Espanha foi o primeiro país afetado.
Esta pandemia afetou, até o dia 20 de janeiro de 2010, a 44 dos 45 países europeus, dos quais 38 já confirmaram mortes. De todos os países europeus, o único que não confirmou nenhum caso foi a Cidade do Vaticano.

### Surto
A pandemia de gripe A (que ainda é chamada de gripe suína), chegou à Europa no dia 27 de abril de 2009, sendo a Espanha o primeiro país afetado por esta nova gripe na União Europeia. O afetado era um jovem de 23 anos que teve os primeiros sintomas da gripe A (H1N1) num voo proveniente do México. Apenas o afetado chegou a um centro hospitalar de Almansa, a família dele submeteu-se a quarentena. Para evitar a propagação do vírus, deu-se-lhes antivirais e pediu-se-lhes que limitassem o contato com outras pessoas e extremassem a higiene. Devido ao primeiro caso, a Comissão Europeia convocou no dia 27 de abril a uma reunião urgente de todos os seus ministros da Saúde, enquanto aumentava o temor por uma possível pandemia de gripe A (H1N1) depois de que o vírus causasse 103 mortes no México e se estendesse aos Estados Unidos. Durante esse tempo, na Espanha, a epidemiologista Ángela Domínguez disse que a Espanha, graças aos planos e protocolos ativados por causa da gripe aviária, está "melhor preparada" para enfrentar a uma eventual propagação da "gripe suína", logo após o número de casos aumentar a 8. Depois que se detectou o primeiro caso na Espanha, a ministra da Saúde, Trinidad Jiménez, pediu aos espanhóis que evitassem viajar ao México "e adiassem suas viagens se não fossem estritamente necessárias por uma causa maior", para assim poder evitar a propagação do vírus da gripe A (H1N1).
Logo após, no mesmo dia que se confirmou o primeiro caso na Espanha, o Reino Unido anunciou os seus dois primeiros casos da nova gripe, quando dois turistas escoceses acabavam de voltar duma viagem ao México, convertendo-se no segundo país da Europa em ser afetado pela enfermidade.
Estas pessoas voltaram de uma viagem ao México no dia 21 de abril com sintomas leves de gripe, pelo que foram internadas no hospital escocês de Airdrie, perto de Glasgow (Escócia), por precaução (apesar de não terem viajado a áreas afetadas pelos surtos).
Enquanto o vírus seguia expandindo-se em outros países do mundo (como nos países asiáticos), a ministra da Saúde da França, Roselyne Bachelot, confirmou no dia 1 de maio os dois primeiros casos de pessoas infectadas com a gripe A (H1N1). Os primeiros infectados da França foram um homem de 49 anos (internado no Hospital Bichat de Paris) e uma mulher de 24 anos (hospitalizada na Pitié Salpêtrière, também em Paris). No Aeroporto de Paris-Orly, os encarregados da bagagem negaram-se a recolher malas que vinham do México e da Espanha por medo à epidemia da influenza. Também o presidente Sarkozy pediu ao Congresso Europeu que se suspendessem todos os voos comerciais para o México.
A gripe A (H1N1) chegou à Alemanha no dia 29 de abril. A pessoa infectada foi uma pessona de Ratisbona, no norte de Munique. No dia 1 de maio, o Instituto Robert Koch confirmou o primeiro caso de transmissão de humano a humano da nova gripe em Munique. A pessoa infectada foi uma enfermeira. No mesmo dia informou-se de outro caso na Baviera, mas também soube-se que este passava bem.
A gripe seguiu expandindo-se por toda a Europa chegando à Itália no dia 9 de maio, enquanto que a Grécia confirmou no dia 18 de maio o primeiro caso de gripe A (H1N1) num cidadão grego que regressou dos Estados Unidos. Por outro lado, Portugal confirmou o seu primeiro caso no dia 5 de maio numa mulher de 31 anos que voltou para Portugal desde o México, e os análises de laboratório confirmaram que ela tinha contraído a gripe A quando estava no México.

### Mortes
As primeiras mortes provocadas pela pandemia de gripe A na Europa deram-se no México  no dia 14 de junho; o paciente era da Escócia. Também foi a primeira morte registrada fora do continente americano pela Organização Mundial da Saúde em Genebra a causa do surto da influenza A (H1N1). A OMS e o Centro Europeu de Prevenção e Controle das Doenças (em Estocolmo) são as organizações que identificam e informam sobre as mortes relacionadas com a gripe A (H1N1) em todo o mundo.
A Espanha foi o segundo país europeu a reportar mortes. Foi no dia 29 de junho a morte da primeira pessoa contagiada pelo vírus H1N1, e se tratava duma jovem de 20 anos que morreu após dar à luz. Até o dia 4 de julho aconteceram quatro mortes.
A Hungria, no dia 22 de julho, converteu-se no terceiro país europeu em confirmar falecimentos pela gripe A.

## África

África
Mortes
Casos confirmados
Casos suspeitos
Sem suspeitas

A pandemia de gripe A (H1N1), que se iniciou em 2009, entrou na África no dia 2 de junho do mesmo ano quando o Egito foi o primeiro país afetado.
O primeiro caso de gripe A (H1N1) na África se descobriu no dia 2 de junho na cidade do Cairo, Egito, numa menina de 12 anos de idade que veio dos Estados Unidos com a sua mãe.
Depois de que se deu o primeiro caso no Egito, no dia 29 de abril de 2009, o governo egípcio mandou matar todos os porcos, apesar de que a transmissão era de humano a humano e não de porco a humano. A Organização Mundial da Saúde qualificou tal procedimento de "cientificamente injustificável".
O primeiro caso da gripe A (H1N1) foi descoberto na cidade do Cairo (Egipto) no dia 2 de junho, numa menina de 12 anos que voltava dos Estados Unidos com a sua mãe. Somente a menina foi infectada, e os oficiais deram-se conta antes de que saísse do aeroporto. Um segundo e terceiro caso foi descoberto no dia 7 de junho: estudantes da Universidade Americana do Cairo.
No dia 11 de junho se descobrem 2 casos mais, aumentando o número de casos para 12 na África.
Até o dia 21 de janeiro de 2010, a pandemia afetou a 37 dos 53 países africanos, e 14 dos 37 países infectados registraram mortes, sem contar as dependências francesas de Reunião e Mayotte, que também registraram mortes.

## Ásia

Ásia
Mortes
Casos confirmados
Casos suspeitos
Sem suspeitas

A pandemia de gripe A (H1N1), que se iniciou em 2009, entrou na Ásia no dia 28 de abril do mesmo ano quando o Israel foi o primeiro país afetado.
Esta pandemia afetou, até o dia 23 de janeiro de 2010, a 48 dos 50 países asiáticos, dos quais 41 já confirmaram mortes. De todos os países asiáticos afetados, o Japão tem a maior quantidade de casos confirmados, e a Índia tem a maior quantidade de mortes. Os únicos que ainda não registraram casos são: Turcomenistão e Uzbequistão.

## Oceania

Oceania
Mortes
Casos confirmados
Casos suspeitos
Sem suspeitas

A pandemia de gripe A (H1N1), que se iniciou em 2009, entrou na Oceania no dia 28 de abril do mesmo ano quando a Nova Zelândia foi o primeiro país afetado.
Até o dia 22 de janeiro de 2010, a pandemia afetou a todos os 14 países independentes da Oceania, e a 6 das 21 dependências. 6 países registraram mortes (Austrália, Nova Zelândia, Tonga, Samoa, Ilhas Marshall e Ilhas Salomão), e dos territórios ou dependências, 4 registraram mortes (Guam, Ilhas Cook, Nova Caledônia e a Polinésia Francesa); tudo isto sem contar ao estado norte-americano de Havaí, que também registrou mortes pela pandemia.

### Austrália e Nova Zelândia
Os primeiros casos registrados na Oceania deram-se na Nova Zelândia no dia 28 de abril, logo após os laboratórios confirmassem 11 casos e outros 43 suspeitos. A Austrália foi o segundo país na Oceania em registrar o primeiro caso de gripe A (H1N1) numa mulher australiana que tinha voado à capital do estado de Queensland: Brisbane, desde Los Angeles.
Entretanto, na Austrália se deu o alerta no dia 23 de maio, dando às autoridades a opção de fechar as escolas em caso de novos surtos. A Austrália também disse ter pelo menos 8,7 milhões de doses de Tamiflu e Relenza. Ao início da pandemia, as linhas aéreas requeriam de que todos os passageiros vindos da América fossem inspecionados (especialmente aqueles com sintomas de gripe), pelo qual enviaram-se enfermeiros aos aeroportos internacionais. Melbourne, a capital do estado de Victoria, registrou a maioria dos casos, sendo este o estado mais afetado depois do México e os Estados Unidos.
No dia 30 de maio, a Nova Zelândia tinha 9 casos de laboratório confirmados e 10 casos prováveis, nos quais todos os pacientes tinham se recuperado. Em todo o mês de junho os casos neste país aumentaram drasticamente. No dia 14 de junho, o Ministério da Saúde anunciou um aumento do 65% em somente 24 horas. No dia 4 de julho, o Ministério anunciou a primeira morte na Nova Zelândia, aumentando para 11 o número de mortes no dia 21 de julho.
Os casos de gripe A (H1N1) detectados na Austrália superaram os 10.000 casos na segunda semana de julho, o que significa que o 10% da cifra mundial de enfermos confirmada pela Organização Mundial da Saúde encontrava-se neste país. Até o dia 21 de julho, as mortes na Oceania seguiam aumentando ao confirmar-se na Austrália 37 mortes, enquanto na Nova Zelândia aumentaram para 11 o número de vítimas fatais, e 1 em Tonga.

### Os demais países
No dia 15 de junho registraram-se os primeiros casos nas ilhas do Pacífico: um nas Ilhas Salomão e outro na Samoa. Dias depois (24 de junho) se confirmaram 5 casos em Fiji e 1 em Vanuatu. No dia 15 de julho conheceu-se o primeiro caso no reino de Tonga